# Bahnhof Oppenheim
Der Bahnhof Oppenheim ist der Bahnhof der rheinhessischen Stadt Oppenheim an der Bahnstrecke Mainz–Mannheim. Der Bahnhof in der ehemaligen Freien Reichsstadt hat eine etwa 160-jährige Geschichte. Er wird vom Bahnhofsmanagement Mainz verwaltet.

## Geschichte
Der Bahnhof Oppenheim wurde am 22. März 1853 in Betrieb genommen, als der erste Abschnitt der damals noch eingleisigen Bahnstrecke Mainz–Worms der Hessischen Ludwigsbahn bis Oppenheim eröffnet wurde. Anfangs verkehrten hier nur vier Personenzüge, deren Lokomotiven die Namen Gutenberg, Dalwigk, Worms und Mainz trugen. Als am 24. August 1853 die Bahnstrecke bis Worms in Betrieb ging, begann in Oppenheim ein starker wirtschaftlicher Aufschwung. Einige Oppenheimer Firmen erhielten eigene Anschlussgleise, so auch eine nahegelegene Draht- und Nagelfabrik. Der Bahnhof erhielt östlich der Durchgangsgleise für den Personenverkehr ein Gleis für den Einzelwagenverkehr und einen Güterschuppen, in dem zwei gedeckte Güterwagen gleichzeitig abgefertigt werden konnten. Des Weiteren gab es im Bahnhof zwei Stellwerke. Nun lebten in Oppenheim viele Eisenbahner, die vor allem am Mainzer Hauptbahnhof und am Rangierbahnhof in Mainz-Bischofsheim beschäftigt waren.
Der Oppenheimer Bahnhof gehörte schon früh zu den modernsten und am besten ausgestatteten Bahnhöfen in Rheinhessen. Der Bahnhof wurde über 100 Jahre bis zum Ende des 20. Jahrhunderts in die damals gehobene zweite Klasse eingestuft. So gab es im Bahnhof eine großzügige bewirtete Wartehalle mit einer Dampfheizung und einer Bedürfnisanstalt. Der Bahnhof hatte später auch einen ebenerdigen Gleisübergang und ein eigenes am Hausbahnsteig vorgesetztes Büro für den Fahrdienstleiter, das mit seiner Überdachung auch Wetterschutz für Reisende bot. Außerdem gab es eine Fahrkartenausgabe und eine Gepäckabfertigung. Zudem gab es damals Bahnsteigsperren. Als 1958 die Bahnstrecke Mainz–Ludwigshafen elektrifiziert wurde, hielt jeden Tag der Rheingold-Express in jeder Richtung am Bahnhof Oppenheim. Auch ein Schnellzug von Mainz nach Straßburg und alle anderen Eilzüge hielten nun regelmäßig in Oppenheim.
In den 1960er Jahren wurde der ebenerdige Gleisübergang durch eine Bahnüberführung ersetzt. In den nächsten Jahrzehnten nahm die Industrie am Oppenheimer Bahnhof immer mehr ab und so wurden die Gleise für den Güterverkehr abgebaut. 2009 bis 2011 wurde der Bahnhof modernisiert und barrierefrei gestaltet. Die alte Fußgängerbrücke auf der nördlichen Seite des Empfangsgebäudes wurde abgerissen und eine neue Fußgängerbrücke auf der südlichen Seite des Empfangsgebäudes mit zwei Aufzügen errichtet. Zudem wurden Blindenleitsysteme installiert. Der Mittelbahnsteig wurde entfernt und auf der Ostseite ein Außenbahnsteig gebaut. Insgesamt hat der Bahnhof heute noch drei Gleise, davon zwei Bahnsteiggleise, alle anderen wurden demontiert. Der neue Außenbahnsteig hat eine Höhe von 76 cm, der Hausbahnsteig wurde auf gleiche Höhe angehoben. Bei Anschluss an das Netz der S-Bahn RheinNeckar, welcher am 10. Juni 2018 erfolgte, ermöglicht das den stufenfreien Ein- und Ausstieg. Der modernisierte Bahnhof wurde am 14. März 2011 eingeweiht. Der Umbau kostete zirka 9,3 Millionen Euro, wovon 2,2 Millionen Euro das Land Rheinland-Pfalz und 7 Millionen Euro die Deutsche Bahn aufbrachten.

## Empfangsgebäude

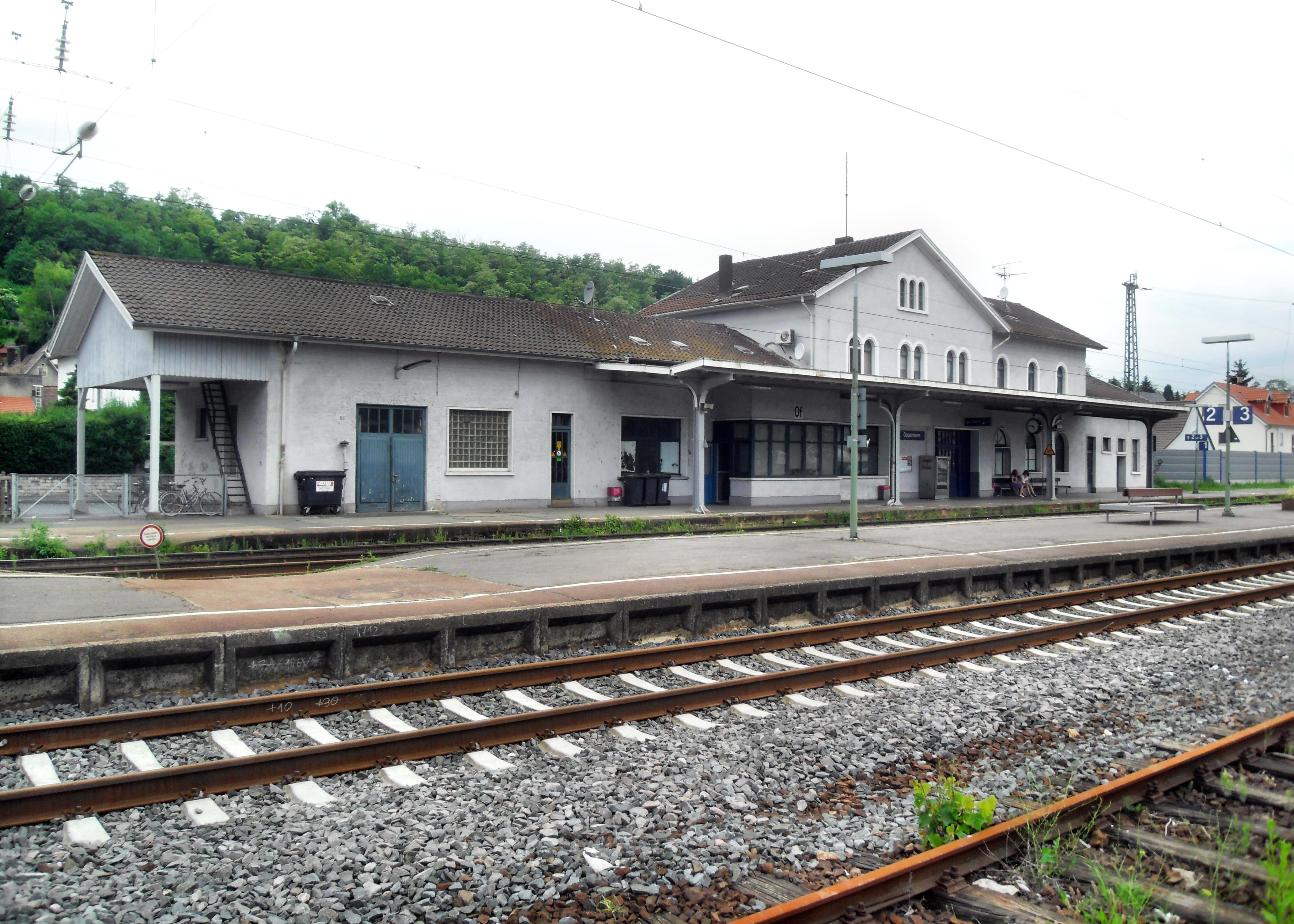
Das Empfangsgebäude von der Gleisseite

Das Empfangsgebäude des Bahnhofs Oppenheim befindet sich westlich der Gleisanlagen am Bahnsteig 1. Es ist im Kern noch das ursprüngliche Empfangsgebäude von 1853, das aber mehrfach umgebaut wurde. Es handelt sich um einen Typenbau von Ignaz Opfermann, wie er ihn in den meisten Bahnhöfen entlang der Strecke errichten ließ. An den zweigeschossigen, giebelständigen Mittelteil waren zwei parallel zum Bahnsteig liegende eingeschossige Flügel angebaut, im Gegensatz zum Hauptgebäude traufständig. Der nördlich angebaute Flügel wurde später um ein Geschoss aufgestockt. Das Hauptgebäude ist dreiachsig. Opfermann verwendete in der ganzen Anlage Rundbogenfenster. Das Empfangsgebäude ist klassizistisch geprägt, hat klare, kubische Formen, eine flache Dachneigung und eine Gliederung, die überwiegend durch Fenster und Gesimse geleistet wird. Im Innern gab es getrennte Wartesäle einerseits für die erste und zweite, andererseits für die dritte Klasse. Die Bahnhofsgaststätte wurde erst nachträglich eingebaut. Das Gebäude ist heute ein Kulturdenkmal aufgrund des Denkmalschutzgesetzes des Landes Rheinland-Pfalz.
Heute ist das Gebäude untergenutzt: Es befinden sich ein Café in der ehemaligen Wartehalle und Wohnräume im Obergeschoss des Bahnhofsgebäudes. Es enthält kaum noch Einrichtungen, die den Reisenden dienen. Am Bahnsteig zum Gleis 1 ist ein Raum mit einem Stelltisch für den Fahrdienstleiter vorgelagert. Des Weiteren gibt es Sozialräume für Bahnbedienstete.
Das Empfangsgebäude war bis 2014 im Besitz des Luxemburger Immobilienfonds Patron Elke, Sarl., der in Deutschland durch die MainAsset Management GmbH vertreten wird. Seit Mitte 2014 ist Oliver Sander Eigentümer des Objektes.

## Zugbetrieb

### Bahnhofsaufbau

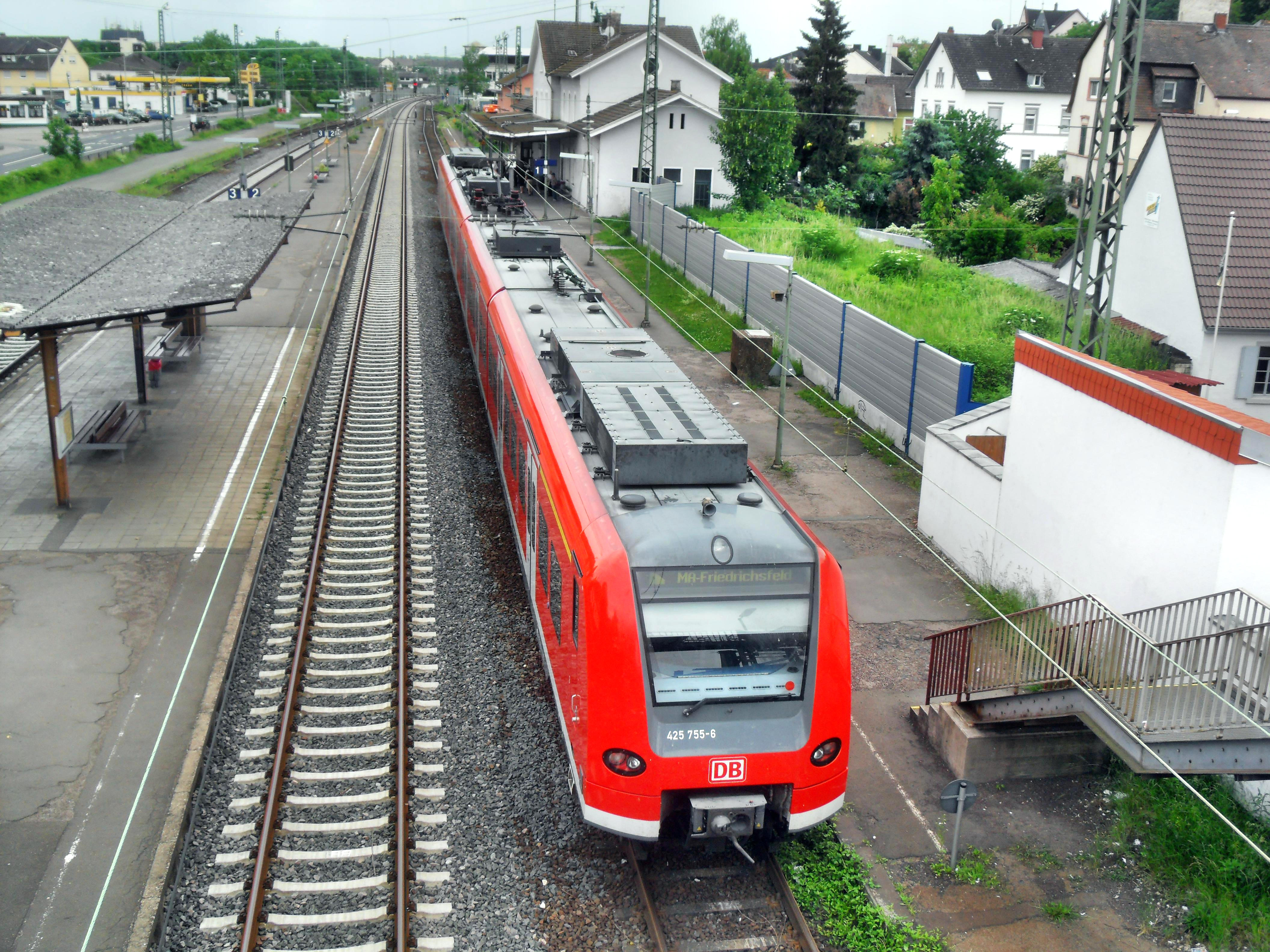
Die Gleisanlagen des Bahnhofs Oppenheim mit einfahrender Regionalbahn mit Triebwagen der DB-Baureihe 425 vor dem Umbau des Bahnhofs 2009

Der Bahnhof Oppenheim hat drei Gleise, von denen zwei einen Bahnsteig haben. Gleis 2 hat seit 2010 keinen Bahnsteig mehr. Beide Bahnsteige sind als Seitenbahnsteige gebaut, der Hausbahnsteig zu Gleis 1 hat dabei einen Anschluss an das Empfangsgebäude.
Früher gab es dort eine Fahrkartenausgabe mit einer Reiseberatung, eine Gaststätte und ein Abfertigungsverfahren für Expressgut, heute befindet sich dort noch eine Sitzbank. Nachdem die Wartehalle des Empfangsgebäudes für Reisende geschlossen wurde, befinden sich heute Fahrkartenautomaten auf den Bahnsteigen zu den Gleisen 1 und 3. Das Gleis 1 wird vor allem für den Regionalverkehr und den zu überholenden Güterverkehr auf der Bahnstrecke Mainz–Mannheim Richtung Worms und Ludwigshafen am Rhein genutzt. Gleis 2 wird als Überholgleis für den durchfahrenden Regional- und Fernverkehr benutzt. Gleis 3 dient in der Regel für den Regionalverkehr auf der Bahnstrecke Mainz–Mannheim Richtung Mainz.
Zur Inbetriebnahme des neuen elektronischen Stellwerks am Morgen des 17. Dezember 2018, das seitdem die freien Strecken und Bahnhöfe zwischen den Bahnhöfen Mainz-Weisenau Gbf und Guntersblum steuert, wurden die Gleise im Bahnhof Oppenheim umbenannt: Das frühere Gleis 1 wurde Gleis 3 und das frühere Gleis 3 wurde Gleis 1  das Gleis 2 behielt seine Nummer.
Des Weiteren gibt es westlich des Empfangsgebäudes einige Autoparkplätze. Zudem entstand östlich der Gleisanlagen im Jahre 2011 eine Park-and-ride-Anlage. Südlich des Empfangsgebäudes des Bahnhofs Oppenheim ist ein Abstellplatz für Fahrräder vorhanden.

### Regionalverkehr
Am Oppenheimer Bahnhof halten montags bis freitags vereinzelt RegionalExpress-Züge nach Frankfurt (Main) bzw. Mannheim. Ebenfalls halten einzelne Regionalbahnen der Linien 33 und 44 in Oppenheim, welche zwischen Worms und Bad Kreuznach verkehren bzw. einmal morgens bis nach Baumholder.
| Linie | Strecke | Takt          |
| ----- | --- | ------------- |
| RE 4  | SÜWEX: Karlsruhe Hbf – Graben-Neudorf – Philippsburg (Baden) – Germersheim – Speyer Hbf – Schifferstadt – Ludwigshafen (Rhein) Hbf – Frankenthal Hbf – Worms Hbf → Osthofen → Guntersblum → Oppenheim → Nierstein → Mainz Römisches Theater – Mainz Hbf – Hochheim (Main) – Frankfurt-Höchst – Frankfurt (Main) Hbf Stand: Fahrplanwechsel Dezember 2021 | ein Zug       |
| RE 14 | SÜWEX: Mannheim Hbf – Ludwigshafen (Rhein) Mitte – Ludwigshafen (Rhein) Hbf – Frankenthal Hbf – Worms Hbf – Osthofen – Guntersblum – Oppenheim – Nierstein – Mainz Römisches Theater – Mainz Hbf – Hochheim (Main) – Frankfurt-Höchst – Frankfurt (Main) Hbf * einzelne Züge Stand: Fahrplanwechsel Dezember 2021                                        | einzelne Züge |
| RB 33 | (Baumholder – Idar-Oberstein – Kirn –) Bad Kreuznach – Gau-Algesheim – Mainz – Oppenheim – Worms | einzelne Züge |

### S-Bahn Rhein-Neckar
Bis zum 9. Juni 2018 hielten vor allem Regionalbahnen der Relation Mainz–Mannheim(–Bensheim). Die meisten Regionalbahnen fuhren von Montag bis Freitag im Halbstundentakt und am Wochenende im Stundentakt. Zum 10. Juni 2018 wurden die Regionalbahnen der Linie RB 44 durch die S-Bahn-Linie S6 der S-Bahn Rhein-Neckar ersetzt. Dabei wird an allen Unterwegsbahnhöfen der Bahnstrecke Mainz–Mannheim gehalten.
| Linie | Verlauf | Takt                                               |
| ----- | --- | -------------------------------------------------- |
| S 6   | Bensheim – Heppenheim (Bergstr) – Laudenbach (Bergstr) – Hemsbach – Weinheim-Sulzbach – Weinheim (Bergstr) Hbf – (Weinheim-Lützelsachsen –) (einzelne Züge) Heddesheim/Hirschberg – Ladenburg – Neu-Edingen/Friedrichsfeld – Mannheim-Seckenheim – Mannheim ARENA/Maimarkt – Mannheim Hbf – Ludwigshafen (Rhein) Mitte – Ludwigshafen (Rhein) Hbf – Ludwigshafen-Oggersheim – Frankenthal Süd – Frankenthal Hbf – Bobenheim – Worms Hbf – Osthofen – Mettenheim – Alsheim – Guntersblum – Dienheim – Oppenheim – Nierstein – Nackenheim – Bodenheim – Mainz-Laubenheim – Mainz Römisches Theater – Mainz Hbf (← Wiesbaden Hbf) (ein Zug) Stand: Fahrplanwechsel Dezember 2021 | 60 min (Bensheim–Mannheim) 30 min (Mannheim–Mainz) |

### Anschluss an den übrigen ÖPNV
Am Bahnhof Oppenheim befindet sich ein Taxistand. Die nächste Bushaltestelle ist etwa 200 Meter Fußweg entfernt am Postplatz. Von hier fahren die Linien 662, 663 und 668 der Omnibusverkehr Rhein-Nahe (ORN) nach Bodenheim, Nierstein, Dalheim und Wörrstadt. Seit 2011 gibt es eine überdachte Bushaltestelle mit direkter Verbindung zur Bundesstraße 9, die östlich des Bahnhofs parallel zur Bahnstrecke Mainz–Mannheim verläuft. Sie wurde in Zusammenhang mit dem Bahnhofsumbau eingerichtet.